# Домбский, Станислав Казимир
Станислав Казимир Домбский, пол. Stanisław Kazimierz Dąmbski (около 1638 — 15 декабря 1700, Краков) — религиозный и государственный деятель Речи Посполитой, епископ хелмский (1673—1676), луцкий (1676—1682), плоцкий (1682—1692), куявский (1692—1700) и краковский (1700).

## Биография
Представитель польского шляхетского рода Домбских герба «Годземба». Сын каштеляна слонского Адама Домбского (ум. 1660) и Эльжбеты Емельской, дочери каштеляна ковальского Станислава Емельского. Братья — Людвиг (ум. 1678), каштелян конарско-куявский, и Зигмунд (1632—1704), воевода бжесць-куявский.

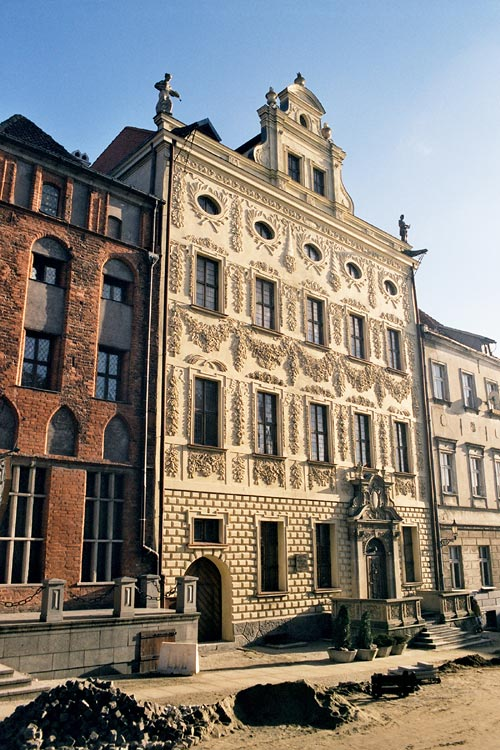
Дворец Домбских в Торуне

Выпускник Краковской академии, секретарь польского короля Михаила Корибута Вишневецкого. В 1672 году он был духовным депутатом коронного трибунала. С 1673 года — епископ хелмский, с 1676 года — епископ луцкий, с 1682 года — епископ плоцкий, с 1692 года — епископ куявский. Он построил кафедральный собор в Луцке и дворец Домбских в Торуне.
Станислав Казимир Домбский принимал активное участие в политической жизни Речи Посполитой. В 1674 году он поддержал избрание гетмана великого коронного Яна Собеского на польский престол и стал одним из лидеров антифранцузской партии.
После смерти Яна III Собеского (1696) он поддерживал кандидатуру его старшего сына Якуба Собеского на польский трон. Но в 1697 году в качестве депутата от Познанского воеводства он поддержал элекцию саксонского курфюрста Августа Сильного. Хотя Август Сильный не получил большинства голосов на элекционном сейме, Станислав Домбский как епископ куявский и заместитель польского примаса короновал его в Вавельском соборе 27 октября 1697 года. В награду новый польский король Август II назначил его епископом краковским 30 марта 1700 года. Станислав Казимир Домбский не успел вступить в сан краковского епископа и внезапно скончался в иезуитском монастыре в Кракове. Он был похоронен в костёле Святых Петра и Павла в Кракове.